# Trichonta neosalva
Trichonta neosalva är en tvåvingeart som beskrevs av Zaitzev 1997. Trichonta neosalva ingår i släktet Trichonta och familjen svampmyggor. Inga underarter finns listade i Catalogue of Life.